# District d'Antananarivo Avaradrano
Antananarivo Avaradrano est un district de Madagascar, situé dans la partie Est de la province de Tananarive, dans la région d'Analamanga.
Le district est constitué de douze communes (Kaominina) rurales sur une superficie de 617 km2 pour une population de 449.578 habitants

## Communes
- Alasora
- Ambohidrabiby
- Ambohimalaza Miray
- Ambohimanambola
- Ambohimanga Rova
- Ambohimangakely
- Anjeva Gara
- Ankadikely Ilafy
- Ankadinandriana
- Anosy Avaratra
- Fieferana
- Manandriana
- Masindray
- Sabotsy Namehana
- Talata Volonondry
- Viliahazo